# Jim Price
Pour les articles homonymes, voir Price.
James E. Price (né le 27 novembre 1949 à Russellville, Kentucky) est un ancien joueur professionnel de basket-ball. À sa sortie de l'université de Louisville, Price fut sélectionné par les Lakers de Los Angeles au second tour de la draft 1972. Price disputera sept saisons en NBA (1972-1979), sous les couleurs des Lakers, des Bucks de Milwaukee, des Braves de Buffalo, des Nuggets de Denver et des Pistons de Détroit. Il participa au All-Star Game 1975. Il termina sa carrière avec un total de 5088 points. Il est actuellement entraîneur de l'équipe des Tampa Bay Strong Dogs en ABA.